# Stohánek (přírodní památka)
Stohánek je přírodní památka o rozloze 0,26 hektaru na území bývalého vojenského prostoru Ralsko na východ od Mimoně. Byla vyhlášena v roce 1996. Její součástí je i skalní hrad a poustevna Stohánek na vrcholu skály Stoh (396 metrů). Přírodní památka je ve správě Ministerstva životního prostředí prostřednictvím Agentury ochrany přírody a krajiny ČR. Je chráněna jako významný geomorfologický útvar, mohutný pískovcový blok s kolmými stěnami a jako stanoviště vzácných teplomilných druhů rostlin v borovo-dubovém porostu. Stohánek je mimo jiné součástí Česká tabule, Ralské pahorkatiny a Kotelské vrchoviny.

## Historie
Skalní útvar Stohánek je pozůstatek strukturální plošiny vzniklý odloučením zpětnou erozí. V patnáctém století jej využili Vartenberkové k výstavbě nevelkého skalního hradu, který ještě v témže století zanikl. V letech 1760–1773 Stohánek obývali poustevníci, kteří si prostory vytesané ve skále upravili pro bydlení, vystavili dřevěnou poustevnu a také po stranách schodiště vytesali výklenky pro křížovou cestu. V průběhu dvacátého století se místo nacházelo na území využívaném armádami Československa, Wehrmachtu či Sovětů. Na přítomnost Sovětů v letech 1968–1991 je tu největší odkaz v podobě četných nápisů ve skále rytých cyrilicí. Roku 1996 byla lokalita vyhlášena jako přírodní památka. Stohánek má kromě historických pramenů i zmínku v literatuře Karolíny Světlé, kde se objevuje v povídce Poslední poustevnice.

## Přírodní poměry
Přírodní památka s rozlohou 0,26 hektaru leží v katastrálním území Svébořice ve správním území města Ralsko v okrese Česká Lípa.

### Abiotické faktory
Na území převažuje pískovcové podloží, vzniklé zvětráváním křemenných pískovců. Půdy jsou kyselé, propustné a chudé na živiny, jedná se především o litozemě, arenické kambizemě a podzoly. Skalní útvar vznikl ve svrchnokřídových kvádrových pískovcích ze středního turonu. Osamocený a těžko přístupný blok má tvar úzké stolové hory. Je pozůstatkem strukturální plošiny, který vznikl oddělením od zbytku plošiny zpětnou erozí nebo postupnou destrukcí tabulové hory díky tomu, že hornina na vrcholu útvaru odolává zvětrávání lépe než vrstvy původně se nacházející v nadloží.
Území patří do povodí Labe, nicméně v okolí Stohánku se nevyskytuje žádná stojatá a tekoucí voda. Je tomu tak zřejmě kvůli velké propustnosti půd, to platí i pro širší okolní území.
Klima je mírně teplé se slabě zvýšenými srážkovými úhrny. Roční průměrný úhrn srážek je přes 700 milimetrů, roční průměrná teplota je 7–8 °C. Reliéf kopců ovlivňuje lokální klima tím, že chladný vzduch sestupuje ze strmých svahů, zatímco jižní a západní svahy se ohřívají slunečním zářením.

### Flora
Lokalita má relativně chudou floru. Pro území jsou typické vrostlé porosty borovice lesní (Pinus sylvestris) a dubu zimního (Quercus petraea), vyskytuje se tu v menší míře jeřáb ptačí (Sorbus aucuparia) a bříza bělokorá (Betula pendula), pro bylinné patro jsou to metlička křivolaká (Avenella flexuosa), kostřava ovčí (Festuca ovina), brusnice borůvka (Vaccinium myrtillus), brusnice brusinka (Vaccinium vitis-idaea), hvozdík kartouzek (Dianthus carthusianorum), osladič obecný (Polypodium vulgare), pryšec chvojka (Euphorbia cyparissias), kakost krvavý (Geranium sanguineum) a šťovík menší (Rumex acetosella). 

### Fauna
Fauna nebyla vzhledem k rozloze památky nikdy zkoumána, nicméně byl pozorován výskyt ještěrky obecné (Lacerta agilis), mravkolva běžného (Myrmeleon formicarius) a strakapouda velkého (Dendrocopos major), který zde hnízdí.

## Ochrana přírody
Předmětem ochrany je svědecká skála s pozůstatky historického osídlení. Tento útvar je vysoký více než dvacet metrů vysoký pískovcový blok s kolmými stěnami. Historické osídlení dokládá vytesané schodiště v puklině skály, výklenky a vytesané místnosti ve skále. Cílem ochrany je zamezení dalšímu narušování skalních povrchů lidskou činností. Kromě skalního útvaru jsou předmětem ochrany ekosystémy subkontinentální borové doubravy a boreokontinentálního boru. Pro subkontinentální borovou doubravu je cílem udržet schopnost samovolné obnovy a udržení především listnatého lesa s menším podílem jehličnanů. Jako indikátor je stanoven počet nejméně deseti vrostlých dubů zimních na daném místě, úspěšný růst mladých jedinců dubu, ale také borovice, břízy, jeřábu a buku. Dalším indikátorem je přítomnost teplomilných druhů bylinného patra s důrazem na hvozdík kartouzek a kakost krvavý. Trend vývoje je setrvalý a stav dobrý. Cílem ochrany boreokontinentálního boru je zachování přirozeného borového lesa a jeho schopnost samovolné obnovy. Indikátorem je borový porost s přirozeným zmlazováním a přítomnost teplomilných druhů rostlin, především kostřavy sivé (Festuca glauca) a kolence jarního (Spergula vernalis). Trend vývoje je setrvalý a stav zhoršený. Území se ponechává bez zásahu.

## Přístup
Ke Stohánku vede modrá turistická značka a cyklostezka. Skalní útvar je využíván turisty jako vyhlídka, příležitostně jsou vytesané místnosti a převisy využívány jako nocoviště, je zde přítomno i velké ohniště. Okolí je oblíbené pro sběr hub, borůvek a brusinek. Návštěvami turistů avšak nedochází ke zvýšené erozní činnosti.